# Jakob Fugger (Bischof)

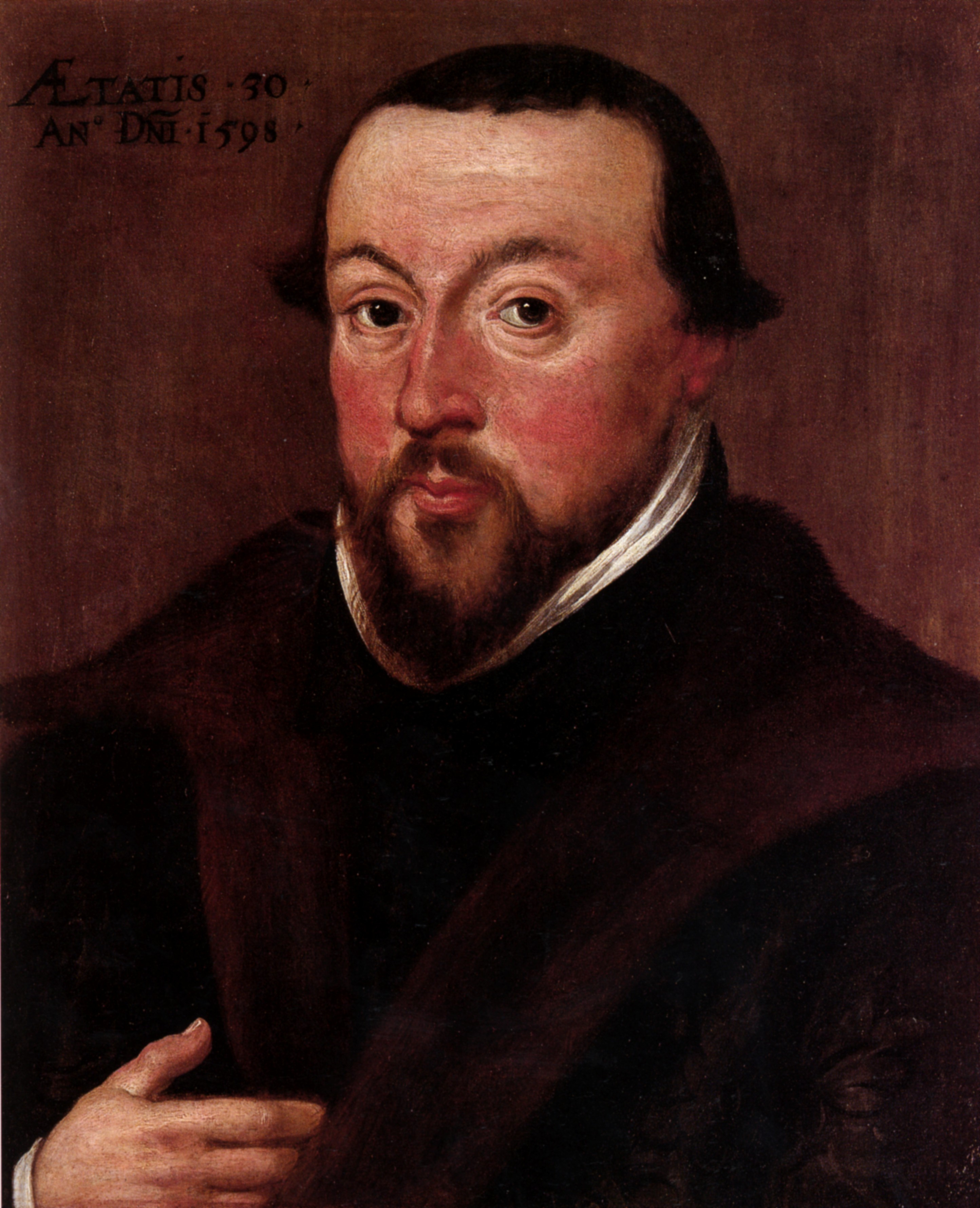
Jakob Fugger, Bischof von Konstanz (Rosgartenmuseum Konstanz)

Jakob Fugger, auch Johann Jakob Fugger (* 18. Oktober 1567 in Meersburg(?); † 14. Januar 1626 in Meersburg oder Konstanz) war Fürstbischof von Konstanz von 1604 bis 1626.

## Leben
Jakob Fugger aus dem Augsburger Kaufmannsgeschlecht Fugger entstammte dem Familienzweig des Freiherren Johannes Fugger aus Meersburg am Bodensee. Er studierte zunächst ab 1575 an der jesuitisch geprägten Universität Dillingen in Dillingen an der Donau, ab 1577 an der Universität Ingolstadt in Ingolstadt. 1587 erhielt er eine Stellung an der Domkirche von Konstanz. Fugger hielt sich zwischen 1579 und 1590 für längere Zeit in Italien und Spanien auf. 1592 feierte er seine Primiz in Augsburg. Ort und Datum seiner Priesterweihe sind unbekannt.
1604 wurde er durch das Domkapitel in Konstanz zum Bischof gewählt. Johann Jakob Fugger hatte insbesondere die Aufgabe die Angelegenheiten des finanziell angeschlagenen Bistums sowie die Streitigkeiten mit den Innerschweizer Kantonen zu regeln. Ein von ihm 1613 mit dem Kloster St. Gallen initiiertes Konkordat, das 1624 nochmals ergänzt wurde, legte die Rechtsauffassungen der Bischöfe und Äbte fest. Dieser Kirchenvertrag war die Grundlage für eine selbständige, eigene sankt-gallische Stiftskurie, die Offizialat genannt wurde.
Der silberne Hochaltar im Chorraum des Konstanzer Münsters wurde von Bischof Jakob Fugger gestiftet. In seiner Amtszeit wird auch das Konvent auf der Südseite der Abteikirche des Marienmünsters, Kloster Reichenau, neu errichtet.
Er war auch der Erbauer des Fürstenhäusles in Meersburg, das ihm seinen Namen verdankt und mehr als zweihundert Jahre später von der Dichterin Annette von Droste-Hülshoff erworben wurde.